# Yusuf Nabi
Yusuf Nabi (ur. 1642 w Urfie, zm. 1712 w Stambule) – turecki poeta.
Był mistrzem gazelu. Do swoich utworów wprowadzał stambulską odmianę tureckiego, pisał wiersze w kwiecistym stylu. Tworzył poezje w języku arabskim, tureckim i perskim oraz prozę - listy, traktaty filozoficzno-dydaktyczne i opisy podróży. Do jego ważniejszych dzieł należą Nasihatname-i Ebulhayr (Księga rad dla Ebulhayra) (Hayriye), Münşeat (Listy) i Fethname-i Kameniçe (Księga o zdobyciu Kamieńca).